# Cliffs Esperance Tennis International 2009
Il Cliffs Esperance Tennis International 2009 (Australia F9 Futures 2009) è stato un torneo di tennis facente parte della categoria ITF Men's Circuit nell'ambito dell'ITF Men's Circuit 2009. Il torneo si è giocato a Esperance in Australia dal 16 al 22 novembre 2009 su campi in cemento.

## Vincitori

### Singolare
Matthew Ebden ha battuto in finale  John Millman con il punteggio di 6–3, 6–4

### Doppio
Matthew Ebden /  Colin Ebelthite hanno battuto in finale  Dayne Kelly /  Jarryd Maher con il punteggio di 6–1, 6–2